# Staatsmeisterschaft von Amazonas
Die Staatsmeisterschaft von Amazonas (portugiesisch: Campeonato Amazonense) ist von der Federação Amazonense de Futebol (FAF) organisierte Fußballliga des brasilianischen Bundesstaates Amazonas.

## Organisation
Die Campeonato Amazonense ist in den Taça Amazonas und  den Taça Cidade de Manaus aufgeteilt.
Taça Amazonas
- Hier spielt jede Mannschaft in Hin- und Rückspiel gegen die andere.

Taça Cidade de Manaus
- Die Mannschaften sind in zwei Fünfergruppen aufgeteilt.
- Erster Durchgang: Hier spielt jede Mannschaft in Hin- und Rückspiel gegen die andere.
- Zweiter Durchgang: Die besten zwei jeder Gruppe spielen in Play-offs gegeneinander.

Die Staatsmeisterschaft wird in einem Finale zwischen den Gewinnern der beiden „Taças“ ermittelt. Sollte eine Mannschaft beide gewonnen haben, wird auf ein Finale verzichtet.
Der Modus kann jedes Jahr wechseln.

## Klubs
Erste Division
- América Futebol Clube
- Atlético Clíper Clube
- Nacional Fast Clube
- Grêmio Atlético Coariense
- Libermorro Futebol Clube
- Nacional FC (AM)
- Princesa do Solimões Esporte Clube
- Atlético Rio Negro Clube (AM)
- São Raimundo EC (AM)
- Sul América Esporte Clube

Andere
- Penarol AC
- União Esportiva Portuguesa

## Liste der Meister
- 1914 Manaos Athletic
- 1915 Manaos Athletic
- 1916 Nacional
- 1917 Nacional
- 1918 Nacional
- 1919 Nacional
- 1920 Nacional
- 1921 Rio Negro
- 1922 Nacional
- 1923 Nacional
- 1924 ausgefallen
- 1925 ausgefallen
- 1926 ausgefallen
- 1927 Rio Negro
- 1928 Cruzeiro do Sul
- 1929 Manaus Sporting
- 1930 Cruzeiro do Sul
- 1931 Rio Negro
- 1932 Rio Negro
- 1933 Nacional
- 1934 Portuguesa
- 1935 Portuguesa
- 1936 Nacional
- 1937 Nacional
- 1938 Rio Negro
- 1939 Nacional
- 1940 Rio Negro
- 1941 Nacional
- 1942 Nacional
- 1943 Rio Negro
- 1944 Olímpico
- 1945 Nacional
- 1946 Nacional
- 1947 Olímpico
- 1948 Fast
- 1949 Fast
- 1950 Nacional
- 1951 América
- 1952 América
- 1953 América
- 1954 América
- 1955 Fast
- 1956 Auto EC (AM)
- 1957 Nacional
- 1958 Santos
- 1959 Auto EC (AM)
- 1960 Fast
- 1961 São Raimundo
- 1962 Rio Negro
- 1963 Nacional
- 1964 Nacional
- 1965 Rio Negro
- 1966 São Raimundo
- 1967 Olímpico
- 1968 Nacional
- 1969 Nacional
- 1970 Fast
- 1971 Fast
- 1972 Nacional
- 1973 Rodoviária
- 1974 Nacional
- 1975 Rio Negro
- 1976 Nacional
- 1977 Nacional
- 1978 Nacional
- 1979 Nacional
- 1980 Nacional
- 1981 Nacional
- 1982 Rio Negro
- 1983 Nacional
- 1984 Nacional
- 1985 Nacional
- 1986 Nacional
- 1987 Rio Negro
- 1988 Rio Negro
- 1989 Rio Negro
- 1990 Rio Negro
- 1991 Nacional
- 1992 Sul América
- 1993 Sul América
- 1994 América
- 1995 Nacional
- 1996 Nacional
- 1997 São Raimundo
- 1998 São Raimundo
- 1999 São Raimundo
- 2000 Nacional
- 2001 Rio Negro
- 2002 Nacional
- 2003 Nacional
- 2004 São Raimundo
- 2005 Grêmio Coariense
- 2006 São Raimundo
- 2007 Nacional
- 2008 Holanda
- 2009 América
- 2010 Penarol
- 2011 Penarol
- 2012 Nacional
- 2013 Princesa do Solimões
- 2014 Nacional
- 2015 Nacional
- 2016 Fast
- 2017 Manaus FC
- 2018 Manaus FC
- 2019 Manaus FC
- 2020 Saison abgebrochen
- 2021 Manaus FC
- 2022 Manaus FC
- 2023 Amazonas FC
- 2024 Manaus FC
- 2025 Amazonas FC

## Titel pro Team
- Nacional 42-mal (Rekordmeister)
- Rio Negro 16-mal
- São Raimundo und Fast 7-mal
- América 6-mal
- Manaus FC 6-mal
- Olímpico 3-mal
- Sul América, Auto EC (AM), Portuguesa, Cruzeiro do Sul, Manaos Athletic, Penarol und Amazonas FC 2-mal
- Grêmio Coariense, Holanda, Rodoviária, Santos, Manaus Sporting